# Eugeniusz Wachowiak
Eugeniusz Wachowiak (ur. 24 grudnia 1929 w Lesznie) – polski poeta, autor prozy refleksyjnej i wspomnieniowej, tłumacz literatury niemieckiego kręgu językowego. 

## Życiorys
Urodził się w rodzinie Franciszka, pracownika PKP, i Kazimiery z domu Sterna. Podczas okupacji niemieckiej przebywał w Lesznie i uczył się w niemieckiej szkole dla polskich dzieci, a następnie od 1943 pracował w urzędzie pocztowym.
Po wojnie uczęszczał do Gimnazjum i Liceum Handlowego w Lesznie, w 1950 r. zdał maturę. W latach 1948–1955 był członkiem Związku Młodzieży Polskiej, w latach 1955–1980 członkiem Polskiej Zjednoczonej Partii Robotniczej. W 1954 r. ukończył Wyższą Szkołę Ekonomiczną w Poznaniu. Po studiach pracował jako urzędnik w Dziale Finansowym Dyrekcji Miejskiego Handlu Detalicznego w Lesznie, od 1958 w Wytwórni Urządzeń Komunalnych WUKO we Wschowie, gdzie w latach 1970–1973 pełnił funkcję dyrektora. W latach 1965–1973 pełnił także funkcję radnego Miejskiej Rady Narodowej i przewodniczącego Komisji Oświaty i Kultury we Wschowie. Od 1973 mieszkał w Poznaniu, gdzie został głównym księgowym w Przedsiębiorstwie Aparatury i Urządzeń Komunalnych.
Debiutował jako poeta w 1954 r. na łamach „Gazety Poznańskiej”, w 1960 r. jako tłumacz, przekładem wiersza Armina Müllera pt. Zjadłem tuńczyka, opublikowanym w „Tygodniku Zachodnim” nr 18. W 1958 r. ukazał się nakładem Wydawnictwa Poznańskiego jego pierwszy tom wierszy Afryka poety.
W 1954 r. został przyjęty do Koła Młodych, w latach 1956–1959 był członkiem grupy literackiej Wierzbak, w latach 1960–1983 należał do Związku Literatów Polskich, w latach 1985–1993 do Stowarzyszenia Tłumaczy Polskich, od 1989 r. do Stowarzyszenia Pisarzy Polskich, w 1991 r. został członkiem Polskiego PEN Clubu i Else Lasker-Schüler-Gesellschaft w Wuppertalu.
Utwory poetyckie i przekłady drukował m.in. na łamach „Gazety Poznańskiej” (1954–1955, 1957–1960, 1964), „Głosu Wielkopolskiego” (1956–1960), „Tygodnika Zachodniego” (1956–1960), „Wyboi” (1956–1958), „Nadodrza” (1959–1985), „Nurtu” (1965–1984), „Poezji” (1966–1975, 1978), „Faktów i Myśli” (1968–1970), „Borussi” (1993–1997), „Wiadomości Kościańskich” (1994–2001), „Gazety Malarzy i Poetów” (1994, 1996–1999, 2001) oraz „Twórczości” i „Pro libris”. 
W 1952 r. ożenił się z Janiną Hetmańską. Ojciec pisarza Sergiusza Sterny-Wachowiaka.

## Twórczość wybrana
- Afryka poety. Wiersze. Poznań: Wydawnictwo Poznańskie 1958.
- Przed snem niepokój. Poznań: Wydawnictwo Poznańskie 1962.
- Spokojna scheda. Zielona Góra: Lubuskie Towarzystwo Kultury 1963.
- Zmaganie z lwem. Zielona Góra: Lubuskie Towarzystwo Kultury 1965.
- Trudno nasycić ziemię. Poznań: Wydawnictwo Poznańskie 1966
- Cienie przechodzą długie. Zielona Góra: Lubuskie Towarzystwo Kultury 1970.
- Turyngia. Warszawa: Państwowy Instytut Wydawniczy 1970.
- Słowo i gest. Wiersze i przekłady. Poznań: Wydawnictwo Poznańskie 1976.
- Powstańczy polem wiedzie ślad. O zbrojnym czynie ludu wielkopolskiego 1918–1919 mową wiązaną, a gdzie trzeba prozą. Poznań: Wydawnictwo Poznańskie 1978.
- Co nam obca przemoc wzięła kosą odbierzemy. Wiosna wielkopolskiego ludu w słowie z materii faktu wziętym 1946–48. Poznań: Wydawnictwo Poznańskie 1982[3].
- Woda dla dropia. Bydgoszcz: Pomorze 1987[4].
- Wyjście z mroku. Poznań: Księgarnia św. Wojciecha 1987[5].
- Płonąca satnica. Wielkopolanie w powstaniach narodowych i w ruchu oporu 1794–1944. Poznań: Wydawnictwo Poznańskie 1988[6].
- Medalion studzienny. Wiersze wybrane. Posłowie: P. Łuszczykiewicz. Poznań: W Drodze 1998[7].
- Drei Gedichte. Warmbonn: U. Keicher 1999
- Korniki dnia, Poznań 2009.
- Cud prawdziwy, Poznań 2011.

## Ordery i odznaczenia
- Krzyż Kawalerski Orderu Odrodzenia Polski (1979)
- Srebrny Krzyż Zasługi (1973)
- Srebrny Medal „Zasłużony Kulturze Gloria Artis” (2009)[8]
- Odznaka „Zasłużony Działacz Kultury (1966)[9]
- Odznaka Honorowa Miasta Poznania (1976)
- Odznaka „Za zasługi dla rozwoju woj. poznańskiego” (1978)
- Odznaka „Za zasługi w rozwoju woj. zielonogórskiego” (1968)[9]
- Odznaka Honorowa za Zasługi dla Przyjaźni Narodów (NRD, 1971)

Źródło:.

## Nagrody i wyróżnienia
- Lubuska Nagroda Kulturalna (1966)[9]
- nagroda kulturalna dwutygodnika „Nadodrze” (1968)[9]
- tytuł Honorowego Obywatela Miasta i Gminy Wschowa (1978)
- Nagroda Niezależnych (1986)
- nagroda Za nieprzeciętność „Wiadomości Kościańskich” (1998)
- statuetka „Dobosz Powstania Wielkopolskiego”, przyznana przez Zarząd Główny Towarzystwa Pamięci Powstania Wielkopolskiego 1918/1919 (1999)[10]
- nagroda specjalna Ministra Kultury i Dziedzictwa Narodowego w uznaniu zasług dla kultury polskiej (2007)

Źródło:.